# La Farce (film)
Pour les articles homonymes, voir La Farce (homonymie).
Pour plus de détails, voir Fiche technique et Distribution.
La Farce (Розыгрыш) est un film soviétique réalisé par Vladimir Menchov, sorti en 1976,.

## Distribution
- Evguenia Khanaïeva : Maria Deviatova, professeur de mathématiques
- Dmitri Kharatian : Igor Grouchko, élève du 9e B, chef du groupe musical
- Natalia Vavilova : Taïa Petrova, élève du 9e B, petite amie d'Igor
- Andreï Goussev : Oleg Komarovski, élève du 9e B, chef de classe informel
- Oleg Tabakov : père de Komarovski
- Zinovi Guerdt : Karl Ïolikov, professeur de chimie
- Natalia Fateïeva : Kaleria Gueorguievna, professeur principal
- Evdokia Guermanova : Dacha Rozanova, élève du 9e B
- Garri Bardine : professeur de français
- Pavel Vinnik : Semion Semionovitch, agent de maintenance
- Vladimir Menchov : professeur d'éducation physique
- Maria Vinogradova : Anna Iefremovna du service technique

## Fiche technique
- Titre français : La Farce[3]
- Titre original : Розыгрыш, Rozygrych
- Photographie : Mikhaïl Bits
- Musique : Alexandre Fliarkovski
- Décors : Boris Blank
- Montage : Elena Mikhaïlova
- Pays de production :  Union soviétique
- Date de sortie : 1976